# Kraftwerk Bremen-Hastedt

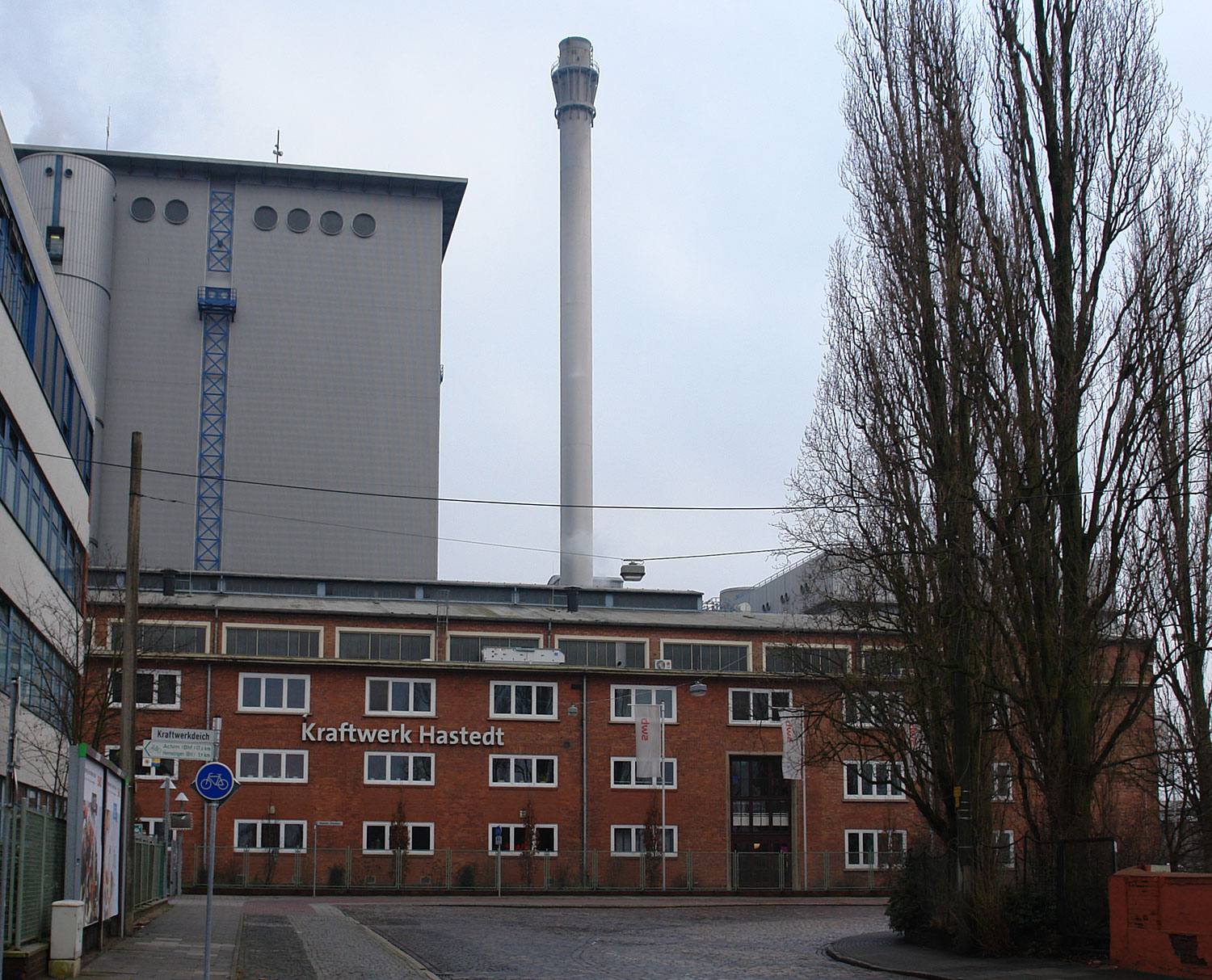
Eingang Hastedter Osterdeich

Das Kraftwerk Hastedt entstand seit 1905 im Bremer Ortsteil Hastedt. Es liegt an der rechten Weserseite etwas oberhalb des Weserwehres und ist das älteste Kraftwerk in Bremen. Das Kraftwerk war zeitweise für etwa ein Viertel des Bremer Strombedarfs verantwortlich. 2010 verfügte das Kraftwerk über 268 Megawatt elektrische und 283 Megawatt thermische Leistung. Täglich wurden hier bis zu 1.000 Tonnen Steinkohle verfeuert. Anfang 2014 ist der Erdgasblock in die Kaltreserve überführt und 2016 komplett außer Betrieb genommen worden. Das Kraftwerk wird von der swb Erzeugung AG & Co. KG betrieben. 2023 wurde ein neues, erdgasbetriebenes Blockheizkraftwerk mit  104 Megawatt elektrischer und 94 Megawatt thermischer Leistung in Betrieb genommen, im Frühjahr 2024 wurde dann mit Block 15 das letzte Kohlekraftwerk Bremens vom Netz genommen.

## Geschichte
Das erste Dampfkraftwerk war bei Inbetriebnahme ein modernes Kohlekraftwerk, das Drehstrom erzeugte und eine elektrische Leistung von 2.400 Kilowatt (kW) hatte. Lange Zeit prägten seine Schornsteine – „die sieben schwarzen Raben“ – das Erscheinungsbild. Zusammen verfügen beide Blöcke über 268 Megawatt elektrische und 283 Megawatt thermische Leistung. Von 1911 bis 1987 war ein Wasserkraftwerk am Weserwehr in Betrieb.
Mit der Gründung der Stadtwerke Bremen AG am 23. August 1941 sicherte sich Bremen die Bindung an die Stadtgemeinde, nachdem 1937 der Reichsstatthalter von Bremen und Oldenburg, Carl Röver, versucht hatte, den Betrieb an die Landes-Elektrizitätsversorgung Oldenburg auszuliefern.
1972 entstand mit dem erdgasbetriebenen Kraftwerksblock 14 mit einer Leistung von 155 MW das erste tatsächlich vollautomatische Kraftwerk in Bremen. Dieser Block diente in erster Linie zur Abdeckung des Strombedarfs in Spitzenlastzeiten.
1989/90 wurde mit Block 15 ein neuer Kohleblock errichtet. Dieser nutzte das Verfahren der Kraft-Wärme-Kopplung zur parallelen Erzeugung von Strom und Fernwärme. Die Gestaltung von Block 15 erfolgte nach Plänen der Architekten Schomers, Schürmann und Stridde. Er wurde am 30. April 2024 vom Netz genommen.
Der Schadstoffausstoß wurde u. a. durch eine Rauchgasentschwefelungs- und DeNOx-Anlagen reduziert. Zudem erfolgte eine Umweltüberwachung durch Datenübertragung zum Wasserwirtschaftsamt Bremen.
Seit November 2020 wurde am bestehenden Kraftwerksstandort in Hastedt ein erdgasbetriebenes Blockheizkraftwerk gebaut, dass im August 2023 in Betrieb ging.
Das Weserkraftwerk Bremen wird vom Leitstand im KW Hastedt betrieben.

### Brandereignisse
Am 12. Oktober 2008 um 10:45 Uhr bemerkte die Schichtleitung ein Feuer im Kohlesilo 4. In den 3000 Tonnen Steinkohle im 30 Meter hohen Silo entwickelte sich ein Schwelbrand. Feuerwehr und Mitarbeiter leiteten die Entleerung ein. Am 13. Oktober 2008 kam es zu einer Verpuffung. Schwelgase hatten sich oberhalb der Kohleschicht angesammelt und eine explosive Atmosphäre gebildet. Das Dach und die Förderanlage wurden durch die Druckwelle zerstört. Daraus folgte die Maßnahme das Silo abzutragen, um an die Glutnester heranzukommen. Ab dem 17. Oktober wurde zum Abriss ein Spezialbagger eingesetzt. 10 Tage nach Ausbruch des Feuers, am 22. Oktober, war das Feuer gelöscht und der Siloturm entleert.

 Die swb bezifferte 2009 den entstandenen Sachschaden auf rund 4,2 Millionen Euro.
Am Nachmittag des 9. Juli 2009 stellten Mitarbeiter erhöhte Temperaturen und Rauchentwicklung im Tagesbunker 3 fest, in dem zu diesem Zeitpunkt etwa 270 Tonnen Kohle lagerten. Feuerwehren und Rettungsdienste waren mit 65 Kräften vor Ort. Über Nacht wurde die Kohle im ganz normalen Betrieb weitgehend verheizt und die Glutnester verschwanden. Nachdem am nächsten Morgen Block 15 vom Netz genommen und dessen Strom- und Wärmeproduktion eingestellt worden war, begann man mit der manuellen Ausräumung der Restmengen an Kohle.
Als Ursache für die Entstehung der Glutnester gilt „das zufällige Zusammentreffen verschiedener technischer Umstände“. Demnach ruhte die Anlage auf Grund einer Betriebsstörung. Bereits wenige Minuten nach dem Wiederanfahren lösten die Brandmelder aus. Die Kohle war unbeabsichtigter Weise ausgetrocknet und hatte sich selbstentzündet. Zur Schadensbeseitigung sowie für zusätzliche Sicherheitstechnik hat swb rund eine Million Euro investiert.

## Regelkraftwerk
Im April 2019 ging ein neues Regelkraftwerk mit einer Leistung von 15 Megawatt (MW) in Betrieb. Es dient zum flexiblen Ausgleich von Schwankungen in der Stromerzeugung aus Photovoltaik-, Wasserkraft- und Windenergie-Anlagen. Um das Netz stabil zu halten, wird zusätzliche Regelenergie benötigt, die bei Bedarf ins Netz ein- und ausgespeist werden kann. Ergänzt wurde hierfür der Kraftwerksblock 15, der bereits mit einem Wärmespeicher verbunden ist, mit einem zusätzlichen leistungsfähigen Lithium-Ionen-Batteriespeicher. Dadurch kann überschüssiger Strom für künftige Regelenergie-Einspeisungen zwischengespeichert oder direkt auf einen Elektroheizkessel geleitet werden. Auf diese Weise lässt sich elektrische Energie wiederum als Wärme im Wärmespeicher sichern – und bei Bedarf dem Fernwärmenetz im Bremer Osten zuführen. Die Kapazität des Wärmespeichers beträgt 230 MWh und reicht somit etwa 15 Stunden.

## Technische Daten
| Nettoleistung  | 104 MW elektr.                     |  |
|                | 94 MW therm.                       |  |
|                | 15 MW Regelkraftwerk               |  |
| Inbetriebnahme | Block 14 1972 (2016 außer Betrieb) |  |
|                | Block 15 1989 (2024 außer Betrieb) |  |
|                | Regelkraftwerk 2019                |  |
|                | Blockheizkraftwerk 2023            |  |

Der Netzanschluss besteht auf der 110-kV-Hochspannungsebene im Stromnetz des Verteilnetzbetreibers wesernetz.